# Conicosia
Conicosia es un pequeño género de plantas suculentas perteneciente a la familia Aizoaceae endémico de Sudáfrica. Tiene 16 especies descritas y de estas, solo 2 aceptadas.
Es extremadamente resistente a la sequía y crece profusamente. Se cubre de flores amarillas la mayoría del año en climas moderados. Resiste ligeras heladas.

## Taxonomía
Conicosia fue descrito por el taxónomo y botánico inglés, N.E.Br., y publicado en Gard. Chron., ser., 3. 78: 433 (1925), in clave ; N.E.Br. in Phillips, Gen. S. Afr. Fl. Pl.: 247 (1926) [descr. ampl.]. La especie tipo es: Conicosia pugioniformis (L.) N.E.Br. [in Phillips, Gen. S. Afr. Fl. Pl.: 247 (1926)] (Mesembryanthemum pugioniforme L.)

## Especies aceptadas
A continuación se brinda un listado de las especies del género Conicosia aceptadas hasta julio de 2011, ordenadas alfabéticamente. Para cada una se indica el nombre binomial seguido del autor, abreviado según las convenciones y usos.
- Conicosia elongata (Haw.) Schwantes
- Conicosia pugioniformis (L.) N.E.Br.